# Kanton Salignac-Eyvigues
Salignac-Eyvigues is een voormalig kanton van het Franse departement Dordogne. Het kanton maakte deel uit van het arrondissement Sarlat-la-Canéda. Het werd opgeheven bij decreet van 21 februari 2014, met uitwerking op 22 maart 2015. Alle gemeenten werden overgedragen aan het kanton Terrasson-Lavilledieu.

## Gemeenten
Het kanton Salignac-Eyvigues omvatte de volgende gemeenten:
- Archignac
- Borrèze
- Jayac
- Nadaillac
- Paulin
- Saint-Crépin-et-Carlucet
- Saint-Geniès
- Salignac-Eyvigues (hoofdplaats)